# Durak (Kartenspiel)

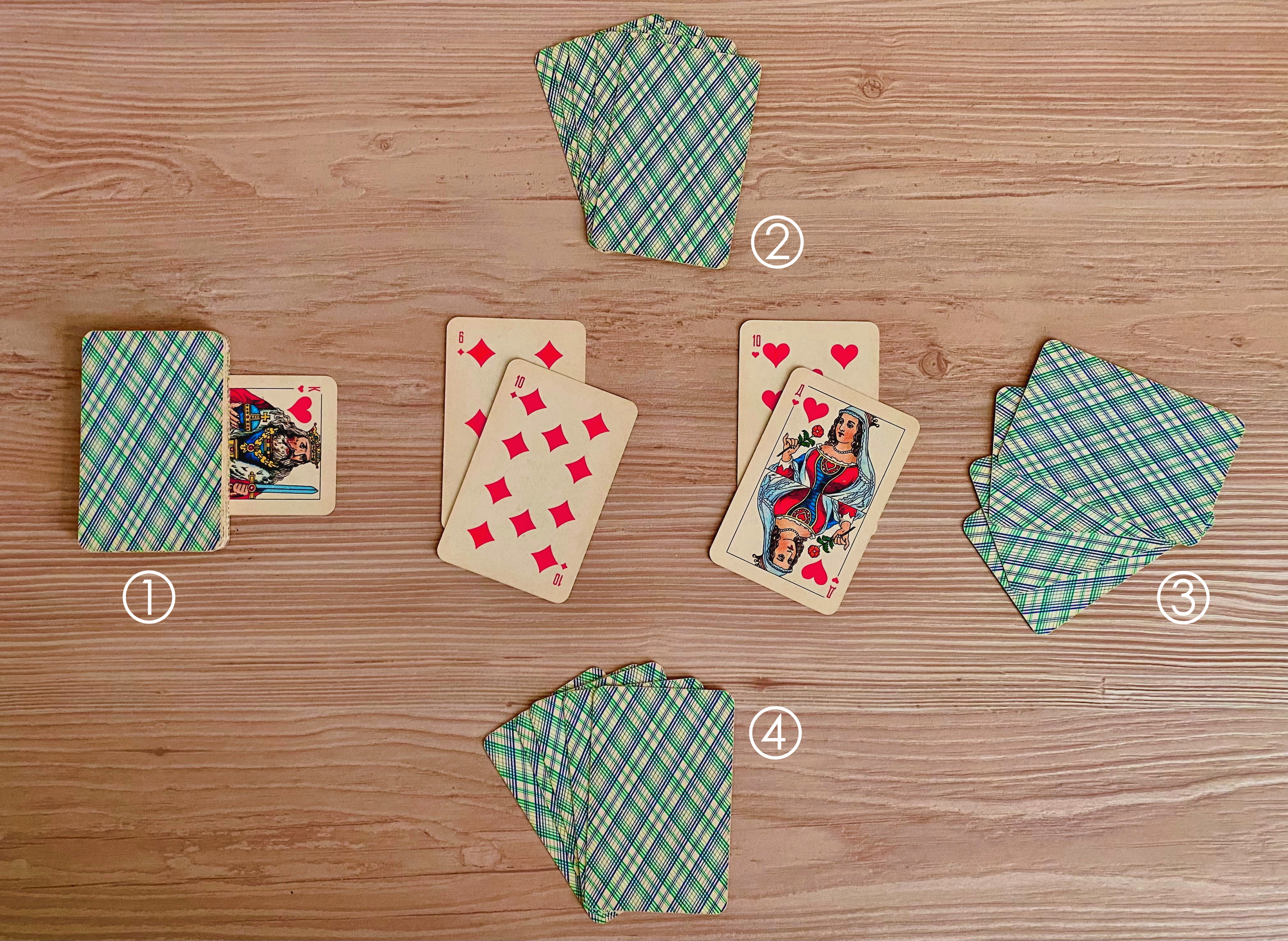
Ein laufendes Durak-Spiel mit drei Spielern, im Uhrzeigersinn
Legende:
1 = Deck
2 = Erster Angreifer
3 = Erster Verteidiger (wird nach der erfolgreichen Verteidigung zum Angreifer)
4 = Nächster Verteidiger

Durak (russisch Дура́к Durák, deutsch ‚Dummkopf‘) ist ein traditionelles russisches Kartenspiel. Ziel des Spiels ist es, nach aufgebrauchtem Deck möglichst schnell alle Karten loszuwerden. Als Durak wird derjenige Spieler bezeichnet, der als letzter Karten auf der Hand hat. Es gibt im Durak keinen Gewinner im eigentlichen Sinne; solange noch mehr als ein Spieler Karten auf der Hand hält, wird die Runde mit den restlichen Spielern fortgesetzt. Eine Weiterentwicklung des Spiels ist das deutschbaltische Kartenspiel Müller Matz.

## Geschichte
Das Kartenspiel Durak wurde bereits im Russischen Kaiserreich gespielt. Das belegen angeblich unter anderem Veröffentlichungen und Bücher über das Kartenspielen. Dabei sollen vor allem Bauern und Personen aus bürgerlichen Schichten Durak gespielt haben.

## Klassische Regeln

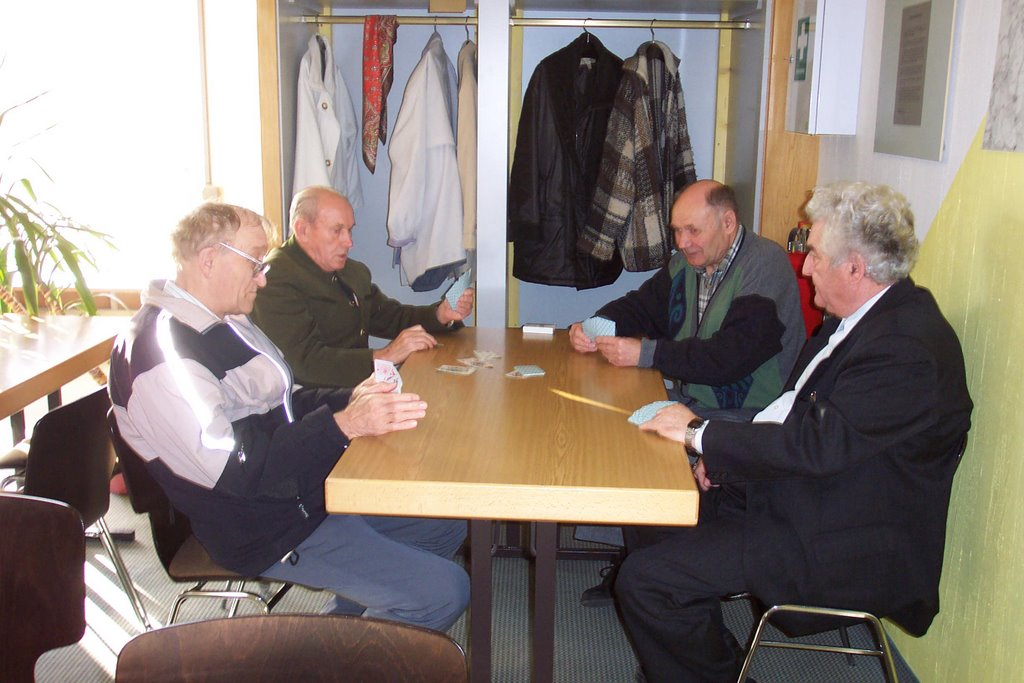
Senioren während einer Partie Durak (2002)

### Vorbereitung
Durak wird mit einem Deck aus 36 Karten (6–10, Bube, Dame, König, Ass) von zwei bis sechs Spielern gespielt. Nach dem Mischen erhält jeder Spieler sechs Karten, eine weitere wird – zur guten Sichtbarkeit – offen über Kreuz unter das verbleibende Deck gelegt. Sie zeigt das Trumpfsymbol (z. B. „Herz“) an und gehört mit zum Deck, von dem im weiteren Verlauf des Spiels Karten gezogen werden. Bei sechs Teilnehmern bestimmt die letzte ausgeteilte Karte den Trumpf.
Hat ein Spieler fünf oder sechs Karten der gleichen Farbe (etwa fünf oder sechs Herz-Karten), kann dieser veranlassen, dass neu gemischt und gelegt wird, vorausgesetzt er hat keinen Trumpf auf der Hand.

### Spielverlauf
Es wird im Uhrzeigersinn und rundenweise gespielt. Eine Runde beginnt mit dem Angriff des Angreifers auf den Nachbarn zu seiner Linken, den Verteidiger. Kann der Verteidiger abwehren, ist die Runde vorbei und er startet mit seinem eigenen Angriff nach links eine neue Runde. Muss der Verteidiger jedoch aufnehmen, darf er selbst nicht angreifen. Der jeweils nächste Spieler beginnt dann mit seinem Angriff.

### Spielbeginn
Am Anfang hat jeder 6 Karten. Der Spieler mit dem niedrigsten Trumpf startet im ersten Spiel den ersten Angriff. Bei mehreren Spielern wird am Anfang der jeweils letzte Durak angegriffen („den Dummkopf lehren“), alternativ beginnt der Spieler, der nach dem letzten Durak kommt, um letzteren zu „schonen“. Ändern sich Spielregeln oder Spielerzahl, wird wieder nach dem kleinsten Trumpf verfahren, ebenso nach einem Unentschieden.

### Angriff
Der Angriff beginnt durch das Offenlegen von Karten, die vom Verteidiger geschlagen werden müssen (größerer Wert sticht kleineren Wert, Trumpf sticht Nicht-Trumpf). Es können mehrere Karten sein, sofern sie die gleichen Werte haben. Der Spieler zur Linken des Verteidigers kann dem Angreifer weitere Karten hinzugeben, sofern deren Werte mit den bereits im Kampf erschienenen übereinstimmen (Alternativ auch alle Spieler, allerdings ist es bei mehreren Spielern für den Verteidiger nahezu unmöglich, alle Karten zu decken). Dies geschieht nach klassischen Regeln ebenfalls in einer festen Reihenfolge. Erst wenn der ursprüngliche Angreifer dem Verteidiger keine weiteren Karten geben kann oder will, darf der nächste freie Spieler im Uhrzeigersinn dazugeben. Manchmal wird jedoch auf diese Klausel verzichtet, um durch wildes Hineinschmeißen der Karten das Spieltempo und den Spaßfaktor zu erhöhen. Vor dem ersten Stich dürfen nur fünf Karten gedeckt werden, danach dürfen maximal sechs Karten gedeckt werden.

### Verteidigung
Der Verteidiger kann die ihm vorgelegten Karten mit Karten gleicher Farbe und höherem Wert schlagen. Dabei schlagen Karten mit der Trumpffarbe alle anderen Farben. Trümpfe können demnach nur von höheren Trümpfen geschlagen werden. Man deckt die zu schlagende Karte mit der schlagenden Karte. Dem Verteidiger können nur so viele Karten zum Schlagen vorgelegt werden, wie er auf der Hand hat, höchstens jedoch sechs.
Die Verteidigung ist erfolgreich, wenn alle angreifenden Karten nach obigen Regeln geschlagen sind und die restlichen Spieler keine weiteren dazugeben wollen oder können. Die abgeschlagenen Karten scheiden aus dem Spiel aus, die Runde ist beendet. Kann der Verteidiger nicht alle Karten schlagen, weil er z. B. nicht die passenden Farben, zu geringe Werte oder zu wenige Trümpfe hat, endet die Runde, indem er alle in dieser Runde abgeschlagenen und noch offenen Karten aufnimmt. Falls die Karten nicht geschlagen werden können, dürfen die Angreifer weiter Karten von gleichem Wert hinterherwerfen – maximal jedoch so viele, wie auch hätten abgeblockt werden können. Zusätzlich ist es erlaubt, die gleichen Karten wegzulegen. Allerdings müssen es alle vier Karten sein (z. B. Kreuz-8, Pik-8, Herz-8 und Karo-8).

### Ende der Runde
Am Ende einer Runde müssen alle Spieler Karten vom Deck ziehen, bis jeder wieder genau sechs auf der Hand hat. Der ursprüngliche Angreifer nimmt dabei zuerst auf, als letzter der Verteidiger. Dies ist strategisch relevant, da die letzte Karte zwangsläufig ein Trumpf ist und ein erfolgreiches Abschlagen gegen Ende die Wahrscheinlichkeit zum Ausscheiden erhöht. Ist das Deck aufgebraucht, wird ohne Nachziehen weitergespielt. Wer dann alle Karten losgeworden ist, scheidet erfolgreich aus dem Spiel aus.

### Spielende
Das Spiel endet, wenn nur noch ein Spieler Karten auf der Hand hat. Dieser ist der Verlierer, der Durak, und muss neu mischen und austeilen sowie zunächst überbieten. Spielt bei der letzten Runde jeder Spieler alle verbleibenden Karten aus, gibt es ein Unentschieden.

## Varianten
Durak ist ein flexibles Spiel, das zahlreiche Varianten erlaubt.
- Schieben: Statt einen Angriff abzuschlagen, kann man ihn auch weiterleiten, indem man eine oder mehrere Karten des gleichen Wertes zu der/den angreifenden Karte/n dazulegt. Man schiebt den Angriff also zu seinem linken Nachbarn weiter. Wenn die Möglichkeit besteht, kann auch dieser schieben. Bei bis zu vier Spielern kann es so durchaus vorkommen, dass man am Ende seinen eigenen Angriff abschlagen muss.
- Schieben mit Fahrkarte: Dieselbe Regel wie beim Schieben, nur dass man einen Trumpf zum Weiterschieben lediglich zu zeigen braucht, ohne ihn auszuspielen. Mögliche Beschränkungen dieses Manövers sind auf einmal pro Runde oder einmal pro Spiel.
- Gleich viel Schieben: Man muss zum Weiterschieben genau so viele Karten des gleichen Werts ins Spiel bringen wie einem zugeschoben werden. Kriegt man z. B. zwei Siebenen zum Schlagen vorgelegt, kann man sie nur mit mindestens zwei Siebenen weiterschieben. Ansonsten muss man schlagen.
- Richtungswechsel: Wenn man schiebt, darf man entscheiden in welche Richtung geschoben wird. Weitere Möglichkeiten betreffen die Dauerhaftigkeit des Richtungswechsels und die Spieler, welche darüber entscheiden können. Trümpfe können nicht geschoben werden.
- Einmauern: Wenn dem Angegriffenen mindestens eine Karte des gleichen Werts wie dem der ersten von einem dritten Spieler dazugelegt wird, bevor geschoben wurde, darf nicht mehr geschoben werden. Eine Variante ist, dass dies nur für den nächsten in der Reihenfolge gilt.
- Mehr als sechs Spieler: Das Deck aus 36 Karten begrenzt die Spielerzahl auf sechs. Diesem kann man durch ein größeres (z. B. 52) oder mehrere Decks ausweichen. Bei kleinerer Anzahl der Spieler verlängert ein größeres Deck das Spiel.
- Teamspiel: Man kann Teams bilden, innerhalb derer man sich nicht gegenseitig angreift und sich stattdessen aufs Zuschütten der Gegner mit Karten konzentriert. Nach Absprache sind Details wie Sitzordnung oder Siegesbedingungen variabel. Beispielsweise kann ein Team bereits bei Ausscheiden eines einzigen Mitglieds gewinnen.
- Schummeln: Eine sehr abenteuerliche und spaßige Option ist das Zulassen von Schummelei. So lange es niemandem rechtzeitig auffällt, kann jede Form von Betrug durchgeführt werden. Wird dieser allerdings vom leidtragenden Spieler bemerkt, bevor das Spiel weitergeht, muss er rückgängig gemacht werden und wird ggf. sanktioniert. Auch wenn andere Mitspieler das Schummeln bemerken, muss der Zug rückgängig gemacht werden. (z. B. wenn die Karten wissentlich abgeschlagen werden, obwohl geschummelt wurde)
- Trumpfkarte tauschen: Hat ein Spieler den kleinsten Trumpf auf der Hand, so kann er diesen jederzeit mit dem aufgedeckten Trumpf tauschen
- Wechseltrumpf: Unter die Karte, die als Trumpf umgedreht wird, kommt eine weitere verdeckte Karte, die sobald sie gezogen wird, als neuer Trumpf gilt
- Zahlentrumpf: Als Trumpf gilt nicht nur die Farbe, sondern auch die Zahl der Trumpfkarte. Wird z. B. als Trumpfkarte zu Anfang die Karo Acht aufgedeckt, sind sowohl alle Karo-Karten als auch die vier Achten Trumpf. Je nach Variante ist dabei Zahlentrumpf oder der Farbentrumpf höherwertig (d. h. entweder Pik Acht oder Karo Neun ist höherwertig). Bei dieser Variante empfiehlt es sich, vorher eine Rangfolge der Kartenfarben festzulegen (z. B. Karo – Kreuz – Herz – Pik).
- Spiel mit 52 Karten: Statt 36 Karten wird mit 52 Karten gespielt. Jeder Spieler erhält bei dieser Variante neun anstatt der üblichen sechs Karten und kann auch bis zu neunmal angegriffen werden. Dadurch gewinnt das Spiel deutlich an Anspruch, insbesondere wenn in der Variante „Teamspiel“ zwei gegen zwei gespielt wird. Zudem verlängert sich die Spieldauer einer Partie auf etwa das Doppelte, was die strategische Komponente des Spiels fördert.
- Schieben: Wenn der Gegner schiebt und es sind nicht genügend Karten vorhanden, müssen die Karten genommen werden.

## Seltenere Spielmodi
Es gibt etliche weitere Abweichungen vom ursprünglichen Spielkonzept, die jedoch wesentlich weniger weit verbreitet sind. Sie entstehen meistens entweder aus dem Bedarf nach mehr taktischer Tiefe oder aus Experimentierfreude.
- Kreuzregel: Zusätzliche taktische Tücken bringt die Kreuzregel mit sich, die besagt, dass Kreuz nur mit höherem Kreuz geschlagen werden kann. Weitere experimentelle Abwandlungen funktionieren z. B. gänzlich ohne Trümpfe oder mit verschiedenen anderen Verhältnissen der Farben zueinander.
- Quicky: Der Quicky bezeichnet eine schnelle Spielart, bei welcher nach dem Ende einer Runde keine Karten mehr nachgezogen werden. Zusätzlich gibt es die Möglichkeit, alle gespielten Karten eines beendeten Spiels herauszunehmen und mit dem verbleibenden Deck weiterzuspielen.
- Nichts ist unschlagbar: Die niedrigste Karte einer Farbe schlägt die höchste der gleichen Farbe.
- Secret: Diese Variante unterscheidet sich von anderen nur dadurch, dass jeder Spieler zusätzlich zwei weitere Karten bekommt. Diese Karten müssen jedoch verdeckt bleiben – solange, bis man keine Karten mehr auf der Hand hat. Normalerweise würde so ein Spieler bereits gewinnen. Nicht so bei Secret: Hier muss man noch mit den letzten beiden, bis zu diesem Zeitpunkt unbekannten Karten, weiterspielen.
- Weli: Diese Spielvariante geht auf die Schellen 6 aus dem doppeldeutschen Blatt hervor. Sie ist eine Art Joker. Wenn eine Sechs gespielt wird, bleibt es eine Sechs, aber man darf die Farbe wählen. Diese Variante ist ganz praktisch für den finalen Schlag. So ist es auch bei einem Deck möglich zwei Trümpfe oder zwei Kreuzkarten gleichzeitig zu legen.
- Nachschmeißen: Bei dieser Variante ist es möglich, dem Verteidiger, kann er nicht alle Karten abschlagen und muss aufnehmen, alle Kartenwerte die vor ihm liegen, hinzuwerfen, so dass er sie auch noch aufnehmen muss. Die Max.-6-Karten-Regel wird also mit der Aufnahme der Karten außer Kraft gesetzt.
- Fusionsregel bei 1 gegen 1: Bei Besitz der Herz 9 hat man im 1 gegen 1 die Möglichkeit eine gewünschte Karte zu fusionieren. Hierbei werden zwei Karten und die Fusionskarte aus dem eigenen Kartendeck herausgegeben. Man erhält die gewünschte Karte, egal ob sie auf dem Kartenfriedhof oder sich beim Gegenspieler befindet. Falls der Gegenspieler die Karte besitzt gibt man ihm eine von den beiden Karten.
- Jokerregel: Bei dieser Variante benutzt man die standardmäßigen Karten eines Durakspiels plus drei Jokerkarten. Der essentielle Unterschied zum herkömmlichen Durakspiel besteht darin, dass man die Jokerkarten, die als „Wechselkarten“ bezeichnet werden können, mit ins Spiel nimmt, wobei zwischen Angriff und Verteidigung zu unterscheiden ist.

Angriff:
Hierbei kann man die Jokerkarte in eine beliebige bereits in diesem Zug ausgespielte Karte transferieren und wenn nötig sogar die Farbe wechseln (auch das Transferieren in einen Trumpf ist möglich). Beispiel:
Die Karten 6 (Kreuz) und 10 (Herz, Trumpf) sind im Spiel. Nun kann man eine Jokerkarte ausspielen und diese in eine 6 (beliebige Farbe) oder 10 (beliebige Farbe) umwandeln. Wenn man die Jokerkarte als erste Karte ausspielt, dann kann sie jeder Karte entsprechen.
Verteidigung:
Bei der Verteidigung kann man die Jokerkarte in jede beliebige Karte umwandeln.
So kann es passieren, dass man sozusagen bis zu vier Ass-Trümpfe auf der Hand haben kann, was den Spielspaß und die Spannung enorm steigert. Diese Art des Spielens ist nur möglich, wenn das Kartenspiel mehrere verfügbare Jokerkarten besitzt.

## Sonderregeln
Bei Diskussionen zu Spielregeln im professionellen Spiel – beispielsweise in einem Setting des CoWorking – gilt es, vertrauenswürdige Quellen heranzuziehen oder Änderungswünsche hinreichend zu belegen.

## Sanktionen

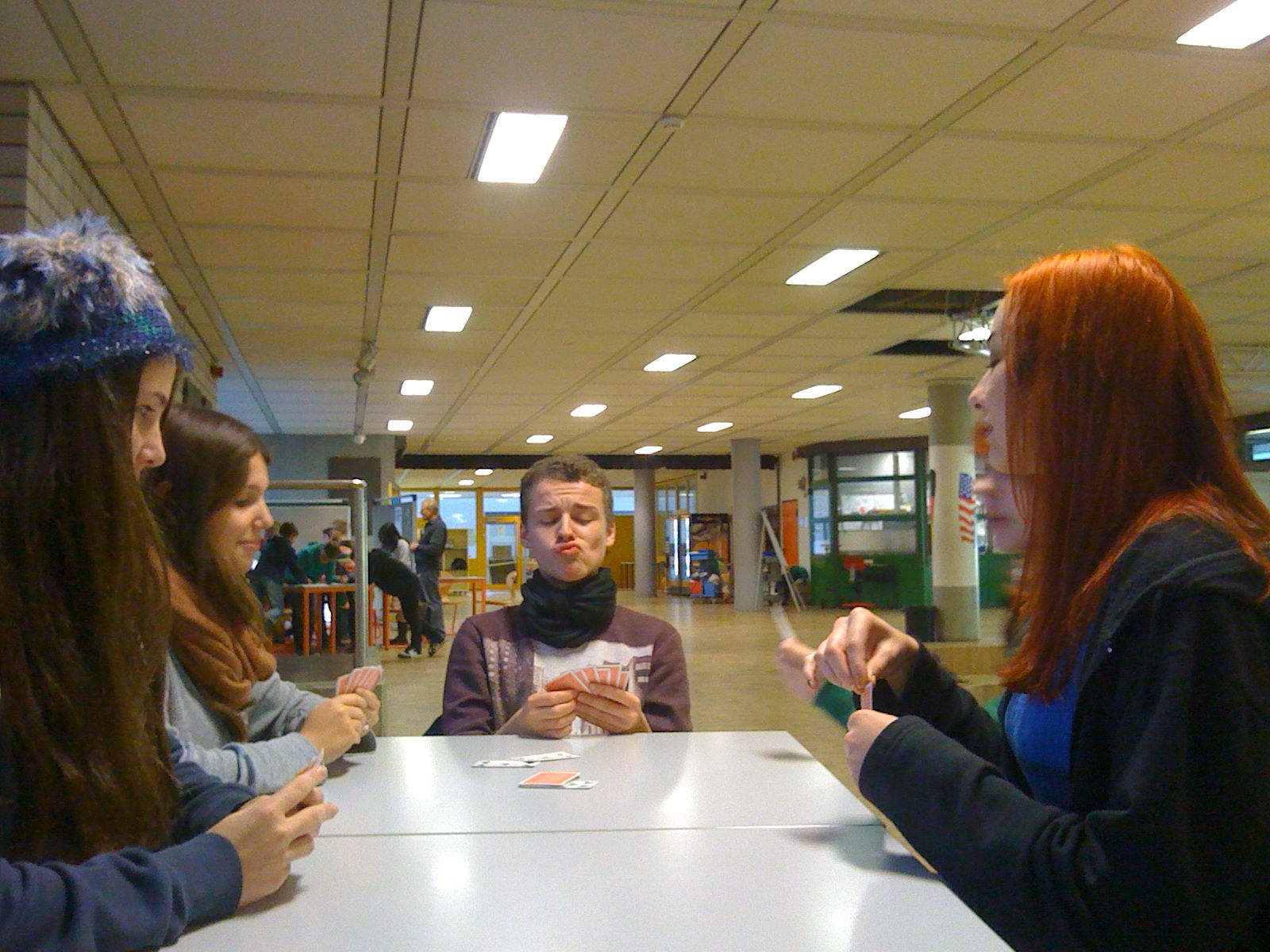
Fünf Personen spielen Durak, der Dummkopf muss dabei eine Mütze tragen.

Das Spiel lebt in seiner Art von der gegenseitigen Demütigung der Spieler. Entsprechend gibt es einige Möglichkeiten, diese zu realisieren.

### Abzeichen
Bekommt in der letzten Runde eines Spiels der Durak eine Sechs als letzte Karte zugespielt, so kann ihm diese Sechs auf die Schulter geschlagen werden, was symbolisch als Rangabzeichen dient. Er kann dann feierlich zum дурак с погонами durak s pogonami, deutsch ‚Dummkopf mit Schulterstücken‘ ernannt werden. Dieser Spielausgang ist für den Durak insofern zusätzlich erniedrigend, da man gerade am Ende des Spiels, wo in der Regel hohe Werte ausgespielt werden, ausgerechnet die kleinstmöglichen einstecken muss. In darauf folgenden Spielen kann man die Verlierer mit Hilfe stufenweise höherer Werte bis hin zum Ass „im Rang befördern“. Die Beförderung kann in einer weiteren Variante zu einem zentralen Spielziel gemacht werden, sodass es nach einer bestimmten Anzahl von Spielen darum geht, dem Gegner einen möglichst hohen Rang zu bescheren.

### Auf den Neuling
Beliebt ist auch die Möglichkeit, dass unter Umgehung des sonstigen Verfahrens am Beginn des Spiels der gerade neu dazu gekommene Spieler angegriffen wird. Gibt es mehr als einen Neueinsteiger, so wird der letzte von ihnen angegriffen. Auch gibt es eine Regel, dass der dazukommende Neuling die Karten zu mischen hat, unabhängig vom eigentlichen Durak, der dies normalerweise übernehmen sollte.